# R504 (Russland)

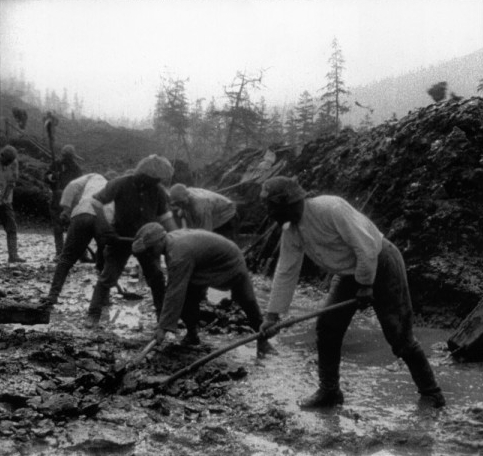
Lagerhäftlinge beim Bau der Trasse an der Kolymabrücke

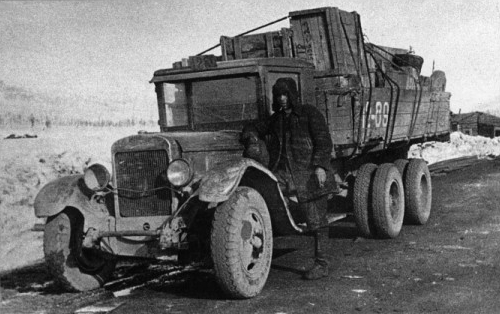
Ein ZIS-6-Lastkraftwagen auf der Kolyma-Trasse (1938)

Die R504 Kolyma ist eine Fernstraße föderaler Bedeutung in der Republik Sacha (Jakutien) und der Oblast Magadan in Russland. Sie führt von Nischni Bestjach bei Jakutsk in östlicher Richtung durch das Werchojansker Gebirge nach Magadan an der Pazifikküste. Die Straße ist benannt nach dem Fluss Kolyma, den sie bei Debin kreuzt. Sie wurde früher auch Straße der Knochen oder auch Straße des Todes genannt, da bei ihrem Bau viele der eingesetzten Gulag-Häftlinge ums Leben kamen.

## Geschichte
Im Zusammenhang mit der Entwicklung des Bergbaus in Jakutien in den 1920er Jahren wurde mit der Anlage eines regionalen Straßennetzes begonnen. Im November 1931 wurde die staatliche Baugesellschaft Dalstroi gegründet, deren Aufgabe es war, eine Straße von Magadan nach Ust-Nera mit einer Abzweigung nach Jakutsk anzulegen. Als Arbeitskräfte wurden Insassen der sowjetischen Straflager in der Region herangezogen. Im Sommer 1932 wurden die ersten 120 km freigegeben. Die restlichen etwa 1000 Kilometer bis Ust-Nera wurden bis 1953 fertiggestellt. Ende 1941 begann die Arbeit an der Chandyga-Trasse nach Jakutsk, wobei über die Lena zwischen Nischni Bestjach und Jakutsk bis heute nur Fährverbindung besteht.
In den 1990er-Jahren wurde die Straße formal zur Magistrale aufgewertet und der M56 von Newer in der Oblast Amur nach Nischni Bestjach (heute A360) angeschlossen. Zunächst war sie auf weiten Strecken nur mit geländegängigen Fahrzeugen oder im Winter befahrbar, da sie nur auf Teilstücken befestigt war und die meisten Brücken über die größeren Flüsse fehlten. 2010 erhielt die Straße wieder eine eigene Nummer R504.
Seit 2011 wurde die neue Trasse zwischen Kilometer 730 (Kjubjume) und Kilometer 1087 (Kadyktschan) fertiggestellt. Der Streckenverlauf ist etwas anders als die alte Trasse, dafür ist der Zustand der Straße sehr gut. Auch an weiteren Abschnitten der R504 wird weiterhin gearbeitet. An einer weiteren östlichen Anbindung der Straße zur Tschuktschenhalbinsel wird derzeit gebaut.

## Verlauf
Jakutsk
0 km – Nischni Bestjach, Endpunkt der A360 Lena (früher M56)
58 km – Tjungulju
160 km – Tschuraptscha
239 km – Ytyk-Kjujol
409 km – Chandyga
482 km – Tjoply Kljutsch
570 km – Raswilka
730 km – Kjubjume (bei Oimjakon)
890 km – Ust-Nera
975 km – Burustach
1020 km – Artyk
1096 km – Osjornoje
1042 km – Ust-Chaktschan
1087 km – Kadyktschan
1133 km – Bolschewik
1168 km – Sussuman
1273 km – Jagodnoje
1349 km – Debin
1372 km – Spornoje
1407 km – Orotukan
1466 km – Strelka
1527 km – Mjakit
1600 km – Atka
1658 km – Jablonewy
1719 km – Palatka
1777 km – Sokol
1826 km – Magadan

## Die Kolymatrasse im Film
Die Kolymatrasse ist Thema einer Folge der britischen Dokumentarserie Long Way Round von 2004. In der Folge mit dem Titel Road of Bones (Straße der Knochen) bewältigen die Protagonisten Ewan McGregor und Charley Boorman die Strecke mit Motorrädern im Sommer, was auf Grund der hohen Wasserstände der Flüsse jedoch nur durch deren Aufladen auf geländegängige LKW gelingt.
Der polnische Regisseur Stanisław Mucha drehte 2016/17 den Dokumentarfilm Kolyma – Straße der Knochen. Das Porträt der Straße, ihrer Vergangenheit und der heute dort lebenden Menschen kam 2018 in die Kinos.